# Lobotomía cerebral
La lobotomía cerebral  es un tipo de psicocirugía, consistente en la sección quirúrgica de uno o más fascículos nerviosos de un lóbulo cerebral. Si se produce la ablación completa de un lóbulo cerebral, se denomina lobectomía cerebral. También se le denomina según el o los lóbulos intervenidos: temporal, parietal, frontal o prefrontal —el más intervenido—, pudiendo ser en un solo hemisferio o en ambos.

## Historia
La lobotomía tiene sus principios en muchas civilizaciones antiguas que buscaban curar enfermedades cerebrales a través de la perforación de la cabeza. Una de las civilizaciones que más practicó estas técnicas fue la Cultura Paracas a través de las trepanaciones craneanas para librar a las personas de espíritus malignos y maldiciones.
Ya en 1928, John Fulton hizo una lobotomía en dos chimpancés con problemas de estrés y demencia, los cuales sobrevivieron a la intervención, dejándolos más calmados y dóciles.[cita requerida]
Las primeras tentativas de esta práctica en seres humanos ocurrieron a partir de 1935, cuando el neurólogo Egas Moniz se unió con el cirujano Almeidas Lima en la Universidad de Lisboa para realizar una serie de leucotomías.

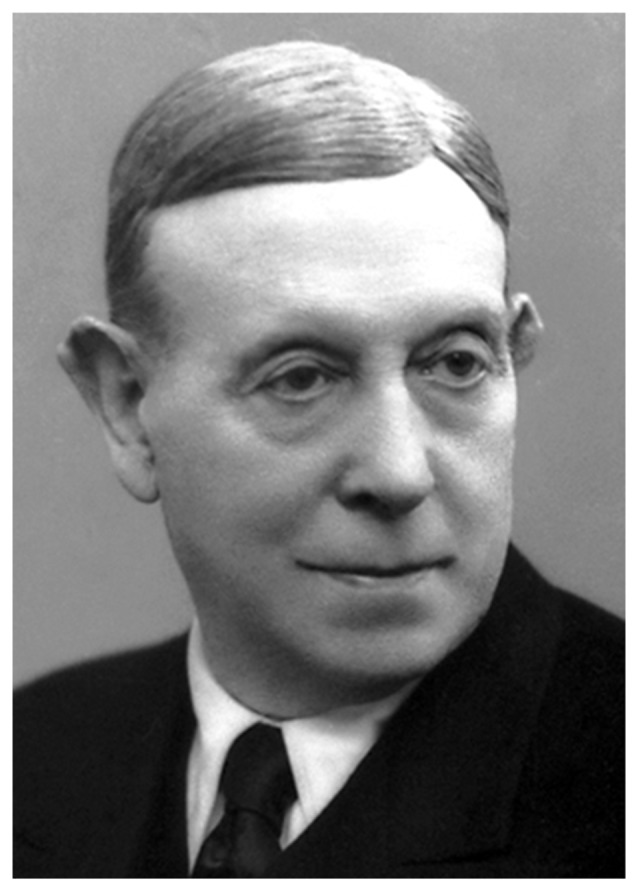
António Egas Moniz.

Moniz y Lima afirmaron tener buenos resultados, especialmente en el tratamiento de la depresión, aunque cerca del 6 % de los pacientes no sobrevivieron a la operación y con frecuencia se registraban cambios adversos en la personalidad y el funcionamiento social de los individuos. A pesar de los riesgos, el procedimiento se tomó con cierto entusiasmo, especialmente en los Estados Unidos, como tratamiento para las condiciones mentales previamente incurables. Moniz recibió un Premio Nobel en 1949. Sin embargo, toda su fundamentación se había basado en un único caso clínico ni siquiera humano. 

Aunque parezca increíble, el programa de psicocirugía de Moniz se basaba en una única observación en un único chimpancé en una única situación…
John P. J. Pinel[cita requerida]

Peor aún, las evaluaciones de las primeras lobotomías tras los informes de Moniz las hicieron los mismos médicos que realizaban las operaciones, lo cual fue un método muy poco objetivo que dio como resultado una evaluación demasiado positiva y optimista.
Los criterios iniciales para el tratamiento eran estrictos, solo algunas condiciones de autotortura fueron propuestas para el tratamiento, la ansiedad crónica severa, la depresión con el riesgo de suicidio y el trastorno obsesivo-compulsivo, fueron los síntomas principales tratados. La leucotomía original era una operación cruda y la práctica pronto fue desarrollada bajo un procedimiento más exacto y preciso en donde solamente se produjeron en el cerebro lesiones «muy pequeñas».
El procedimiento fue popularizado en los Estados Unidos por Walter Freeman, quien ni siquiera era cirujano y quien también inventó el procedimiento de la lobotomía del «picahielo». Freeman utilizaba un picahielo y un mazo de caucho con el que perforaba el cráneo apenas sobre el conducto lacrimal y lo movía hasta cortar las conexiones entre el lóbulo frontal y el resto del cerebro.
Entre 1936 y la década de 1950, se realizaron lobotomías a lo largo y ancho de los Estados Unidos. Tal era la dedicación de Freeman que comenzó a viajar alrededor de la nación en su propia furgoneta, a la que según rumores sin fundamento llamaba «el lobotomóvil», demostrando el procedimiento en muchos centros médicos e incluso realizando lobotomías en cuartos de hotel. La tarea de Freeman condujo a popularizar la lobotomía como curación general para todas las enfermedades psicológicas conocidas.
Según se relata en un artículo publicado en el primer volumen de la Revista Chilena de Neuro-psiquiatría, a mitad del siglo XX, en el entonces llamado Manicomio Nacional se realizaron 31 lobectomías prefrontales a enfermos psicóticos, de los cuales 29 tenían esquizofrenia. Debido a un fracaso terapéutico previo y a «presiones de sus familiares» decidieron operarlos. Luego de la cirugía los pacientes cayeron en un estado de estupor e indiferencia y volvieron gradualmente a la normalidad tras 3-6 meses. Los resultados publicados fueron la disminución de la conducta antisocial (agresividad e impulsividad) y los síndromes angustiosos, respondiendo mejor aquellos con menor deterioro mental y desconexión del ambiente. El artículo concluye: «Los éxitos obtenidos por la mayoría de los neuro-cirujanos y los nuestros autorizan para considerar la lobotomía como tratamiento habitual de las psicosis» en enfermos crónicos que no hayan respondido a otras terapias.
En última instancia, entre 45 000 y 50 000 pacientes fueron lobotomizados, con poco o sin ningún estudio de seguimiento para considerar si el tratamiento era eficaz.
Las lobotomías dejaron de practicarse gracias al desarrollo del psicoanálisis y los antipsicóticos, que ofrecieron resultados más efectivos. Hoy en día se practican procedimientos lesivos de núcleos cerebrales localizados mediante técnicas menos invasivas. La práctica de la lobotomía ahora se observa generalmente como un episodio "bárbaro" en la historia psiquiátrica y de la ciencia. La última lobotomía legal se practicó en 1967.

## Técnica quirúrgica

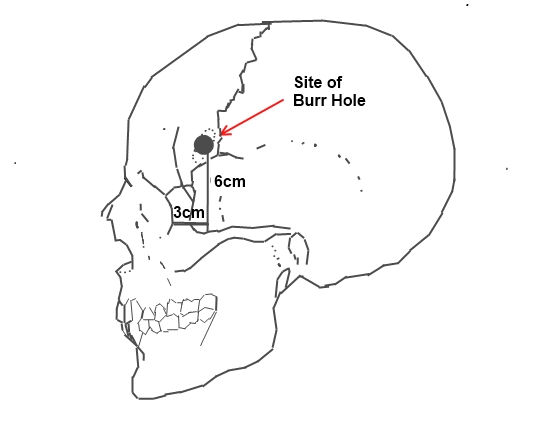
Punto de incisión normalizado para lobotomía pre-frontal / leucotomía desarrollada por Freeman y Watts.

Este procedimiento se refiere comúnmente a toda clase de cirugías en los lóbulos frontales del cerebro, prefrontal —también llamada leucotomía—, frontal, temporal y parietal; sin embargo, debe llamarse propiamente lobotomía a la destrucción de las vías nerviosas sin extirpación, y lobectomía cuando sí haya extirpación.

### Leucotomía
Una leucotomía (del griego leuko, ‘materia blanca del cerebro’, y tomé, ‘corte’), es una cirugía que consiste en cortar las conexiones desde y hacia el lóbulo prefrontal del cerebro.
La primera leucotomía humana fue realizada bajo la dirección de António Egas Moniz en 1936. Este trabajo le ameritó ganar el Premio Nobel de Medicina en 1949.
Con la invención de la clorpromazina, en la década de 1950, la leucotomía fue más criticada bajo el argumento de ser un tipo de tortura que destruye la conciencia. El procedimiento del Dr. Freeman bajó de su estrado de popularidad y finalmente perdió la licencia cuando uno de sus pacientes murió por esta causa.